# Kevin Proctor

a Compétitions nationales et continentales officielles uniquement.

b Matchs officiels uniquement.
Kevin Proctor, né le 28 février 1989 à Te Kuiti (Nouvelle-Zélande), est un joueur de rugby à XIII néo-zélandais évoluant au poste de deuxième ou troisième ligne. Il fait ses débuts en National Rugby League (« NRL ») avec le Storm de Melbourne lors de la saison 2008 à seulement dix-neuf ans, franchise avec laquelle il remporte la NRL en 2012. Il revêt le maillot de la Nouvelle-Zélande avec laquelle il remporte le Tournoi des Quatre Nations 2014.

## Palmarès
- Collectif :
  - Vainqueur du Tournoi des Quatre Nations : 2014 (Nouvelle-Zélande).
  - Vainqueur du World Club Challenge : 2013 (Melbourne).
  - Vainqueur de la National Rugby League : 2012 (Melbourne).
  - Vainqueur du Championnat de France : 2024 (Carcassonne).
  - Finaliste de la Coupe du monde de rugby à 9 : 2019 (Nouvelle-Zélande).
  - Finaliste du Tournoi des Quatre Nations : 2016 (Nouvelle-Zélande).

### En sélection

#### Quatre Nations
| Édition             | Rang      | Résultats pays | Résultats Proctor | Matchs Proctor |
| ------------------- | --------- | -------------- | ----------------- | -------------- |
| Quatre Nations 2014 | Vainqueur | 4 v, 0 n, 0 d  | 4 v, 0 n, 0 d     | 4/4            |

Légende : v = victoire ; n = match nul ; d = défaite.

### En club

#### Statistiques
| Saison | Club              | Compétition           | Matchs | Points | Essais | Goals | Drops |
| ------ | ----------------- | --------------------- | ------ | ------ | ------ | ----- | ----- |
| 2008   | Melbourne Storm   | National Rugby League | 3      | -      | -      | -     | -     |
| 2009   | Melbourne Storm   | National Rugby League | 7      | 4      | 1      | -     | -     |
| 2010   | Melbourne Storm   | National Rugby League | 22     | -      | -      | -     | -     |
| 2011   | Melbourne Storm   | National Rugby League | 26     | 16     | 4      | -     | -     |
| 2012   | Melbourne Storm   | National Rugby League | 23     | 24     | 6      | -     | -     |
| 2013   | Melbourne Storm   | National Rugby League | 23     | 12     | 3      | -     | -     |
| 2014   | Melbourne Storm   | National Rugby League | 25     | 20     | 5      | -     | -     |
| 2015   | Melbourne Storm   | National Rugby League | 26     | 12     | 3      | -     | -     |
| 2016   | Melbourne Storm   | National Rugby League | 24     | 24     | 6      | -     | -     |
| 2017   | Gold Coast Titans | National Rugby League | 16     | 12     | 3      | -     | -     |
| 2018   | Gold Coast Titans | National Rugby League | 23     | 14     | 3      | 1     | -     |
| 2019   | Gold Coast Titans | National Rugby League | 22     | 8      | 2      | -     | -     |
| 2020   | Gold Coast Titans | National Rugby League | 12     | 16     | 4      | -     | -     |
| 2021   | Gold Coast Titans | National Rugby League | 1      | -      | -      | -     | -     |